# Metaxygnathus denticulus
Metaxygnathus denticulus és un peix sarcopterigi extint pertanyent a la subclasse dels tetrapodomorfs que va ser trobat en dipòsits del Devonià superior en Nova Gal·les del Sud, Austràlia. Solament es posseeix de l'una mandíbula inferior. Es tracta d'un fòssil transicional situat entre els peixos i els tetràpodes (vertebrats amb quatre potes).